# Зачеренье (Порховский район)
Зачеренье — деревня в северной части Порховского района Псковской области. Входит в состав сельского поселения «Павская волость».
Расположена на левом берегу реки Чёрная (левого притока Ситни), в 35 км к северо-востоку от города Порхов и в 11 км к востоку от волостного центра, села Павы. Юго-западнее расположена деревня Берёза.

## Население
Численность населения деревни по состоянию на 2000 год составляла 47 жителей.

## История
До 3 июня 2010 года деревня входила в состав ныне упразднённой Берёзовской волости.